# Stretto di Moira
Lo stretto di Moira (Moira Sound) si trova nella parte meridionale-orientale dell'isola Principe di Galles nell'Arcipelago di Alessandro nell'Alaska sud-orientale (Stati Uniti d'America).

## Etimologia
Lo stretto fu così denominato dal capitano Vancouver nel 1798 in onore di un nobile conte.

## Dati fisici
Lo stretto, verso il mare si apre sullo stretto di Clarence (Clarence Strait) e penetra, con il suo braccio più lungo (South Arm), nell'isola Principe di Galles per circa 20 chilometri. Gli altri bracci, West Arm più orizzontale e North Arm diretto a nord-ovest, sono meno lunghi. Lo stretto si trova all'interno della foresta nazionale di Tongass (Tongass National Forest).

### Isole del canale
Nello stretto sono presenti le seguenti principali isole:
- Isola di Moira Rock (Moira Rock)[4] 55°04′58″N 131°59′48″W - L'isola in realtà è uno scoglio posizionato nel centro dell'entrata dello stretto.
- Isola di Moira (Moira Island)[5] 55°03′55″N 132°00′35″W - L'isola, con una elevazione di 8 metri, si trova più o meno nel centro dell'entrata dello stretto.
- Isola di Whiterock (Whiterock Island)[6] 55°03′19″N 131°59′47″W - L'isola, con una elevazione di 28 metri, si trova nella parte meridionale dell'entrata dello stretto (tra l'isola di Moira e la costa).
- Isole di Menefee (Menefee Islands)[7] 55°02′10″N 132°01′17″W - Le isole (due), con una elevazione di 17 metri, si trovano all'entrata della baia di Menefee (Menefee Anchorage).
- Isole di Egg (Egg Islands)[8] 55°03′25″N 132°04′07″W - Le isole (circa mezza dozzina di isole)) si trovano all'entrata della baia di Niblack (Niblack Anchorage).
- Isola di Clare (Clare Island)[9] 55°03′49″N 132°05′54″W - L'isola, con una elevazione di 39 metri, si trova all'entrata della baia di Niblack (Niblack Anchorage) poco distante dal gruppo di isole di Egg (Egg Islands).
- Isola di Deichman (Deichman Island)[10] 55°03′49″N 132°05′54″W - L'isola, con una lunghezza di 274 metri, si trova al centro del braccio settentrionale dello stretto (North Arm).
- Isola di Beck Rock (Beck Rock)[11] 55°06′33″N 132°06′54″W - Lo scoglio si trova al centro del braccio settentrionale dello stretto (North Arm).
- Isola di Cannery Rock (Cannery Rock)[12] 55°06′56″N 132°08′12″W - Lo scoglio si trova al centro del braccio settentrionale dello stretto (North Arm).

### Insenature e altre masse d'acqua
Nello stretto sono presenti le seguenti principali insenature:
- Braccio North Arm Moira Sound (North Arm Moira Sound)[13] 55°06′22″N 132°06′28″W - Questo braccio di mare è lungo circa 7 chilometri e comprende le seguenti masse d'acqua:
  - Baia di Cannery (Cannery Cove)[14] 55°06′50″N 132°08′34″W - La baia, larga 800 metri, si trova alla fine del North Arm Moira Sound a nord del promontorio Cannery (Cannery Point).
  - Baia di Clarno (Clarno Cove)[15] 55°07′16″N 132°10′07″W - La baia, lunga 2,4 chilometri, si trova alla fine del North Arm Moira Sound tra la baia di Cannery (Cannery Cove) e la baia di Nowiskay (Nowiskay Cove); riceve direttamente le acque del lago Miller (Miller Lake).
  - Baia di Nowiskay (Nowiskay Cove)[16] 55°07′28″N 132°08′44″W - La baia si trova alla fine del North Arm Moira Sound.
- Baia di Niblack (Niblack Anchorage)[17] 55°03′38″N 132°07′03″W - La baia si trova sulla sponda settentrionale dello stretto, contiene l'isola di Clare (Clare island) e riceve le acque del lago Myrtle (Myrtle Lake).
- Baia di Kegan (Kegan Cove)[18] 55°01′03″N 132°09′22″W - La baia si trova sulla sponda settentrionale dello stretto e riceve le acque del lago Kegan (Kegan Lake).
- Braccio West Arm Moira Sound (West Arm Moira Sound)[19] 54°59′55″N 132°11′45″W - Questo braccio di mare è lungo circa 9 chilometri e comprende le seguenti masse d'acqua:	
  - Baia di Dickman (Dickman Bay)[20] 55°00′45″N 132°14′23″W - La baia, lunga 8 chilometri, si trova all'entrata settentrionale del braccio West Arm Moira Sound.
  - Baia di Frederick (Frederick Cove)[21] 54°58′54″N 132°17′20″W - La baia, lunga 2,9 chilometri, si trova alla fine del braccio West Arm Moira Sound.
- Braccio South Arm Moira Sound (South Arm Moira Sound)[22] 54°57′10″N 132°11′01″W - Questo braccio di mare è lungo circa10 chilometri.
- Baia di Johnson (Johnson Cove)[23] 54°58′59″N 132°06′21″W - La baia si trova sulla sponda meridionale dello stretto ed è quasi parallela al braccio South Arm Moira Sound; riceve le acque del lago Johnson (Johnson Lake).
- Baia di Menefee (Menefee Anchorage)[24] 55°01′43″N 132°00′54″W - La baia si trova all'entrata meridionale dello stretto e contiene le isole di Menefee (Menefee Islands).

### Promontori dello stretto
Nello stretto sono presenti i seguenti promontori:
- Promontorio di Adams (Adams Point)[25] 55°06′45″N 131°59′42″W - Il promontorio, con una elevazione di 6 metri, si trova all'entrata settentrionale dello stretto.
- Braccio di mare North Arm Moira Sound - In questa parte dello stretto sono presenti i seguenti promontori:
  - Promontorio di Halliday (Point Halliday)[26] 55°04′58″N 132°04′23″W - Il promontorio, con una elevazione di 22 metri, si trova all'entrata orientale del braccio di mare North Arm Moira Sound.
  - Promontorio di Cannery (Cannery Point)[27] 55°06′38″N 132°08′19″W - Il promontorio, con una elevazione di 11 metri, si trova al centro del braccio di mare North Arm Moira Sound.
  - Promontorio di Jansen (Point Jansen)[28] 55°06′16″N 132°06′47″W - Il promontorio si trova al centro del braccio di mare North Arm Moira Sound di fronte all'isola di Deichman (Deichman Island).
  - Promontorio di Crowell (Crowell Point)[29] 55°04′44″N 132°05′13″W - Il promontorio si trova all'entrata occidentale del braccio di mare North Arm Moira Sound.
- Promontorio di Black (Black Point)[30] 55°02′28″N 132°05′12″W - Il promontorio, con una elevazione di 11 metri, si trova al centro dello stretto (lato settentrionale).
- Promontorio di Rip (Rip Point)[31] 55°02′11″N 131°58′51″W - Il promontorio, con una elevazione di 3 metri, si trova all'entrata meridionale dello stretto.

### Fiumi immissari
È indicato un solo immissario del braccio meridionale dello stretto (South Arm Moira Sound): fiume Perkins (Perkins Creek) 54°56′43″N 132°10′49″W - Il fiume nasce nei pressi del monte Bokan (Bokan Mountain).